# Tafito Selesele
Valasi Luapitofanua To’ogamaga Tafito Selesele est un homme politique samoan.

## Biographie
Formé à l'École agricole de Navuso aux Fidji puis au Hawaii Loa College (en) à Kaneohe à Hawaï, il est agriculteur de profession.
Il entre à l'Assemblée législative des Samoa comme député de la 2e circonscription de Vaisigano lors des élections législatives de 1996, avec l'étiquette du Parti samoan pour le développement national, principal parti d'opposition. Réélu dans sa circonscription aux élections de 2001 avec seulement trois voix d'avance sur son principal adversaire, il est battu à celles de 2006.
Devenu chef du Parti national démocrate des Samoa en 2020, il passe un accord avec le parti FAST, par lequel les candidats du PNDS se présentent avec l'étiquette du FAST aux élections de 2021. Valasi Tafito Selesele retrouve son siège de député de la 2e circonscription de Vaisigano perdu quinze ans plus tôt ; le FAST remporte les élections, et la nouvelle Première ministre Fiame Naomi Mata'afa le nomme ministre de la Santé dans son gouvernement,.